# Дисковий затвор

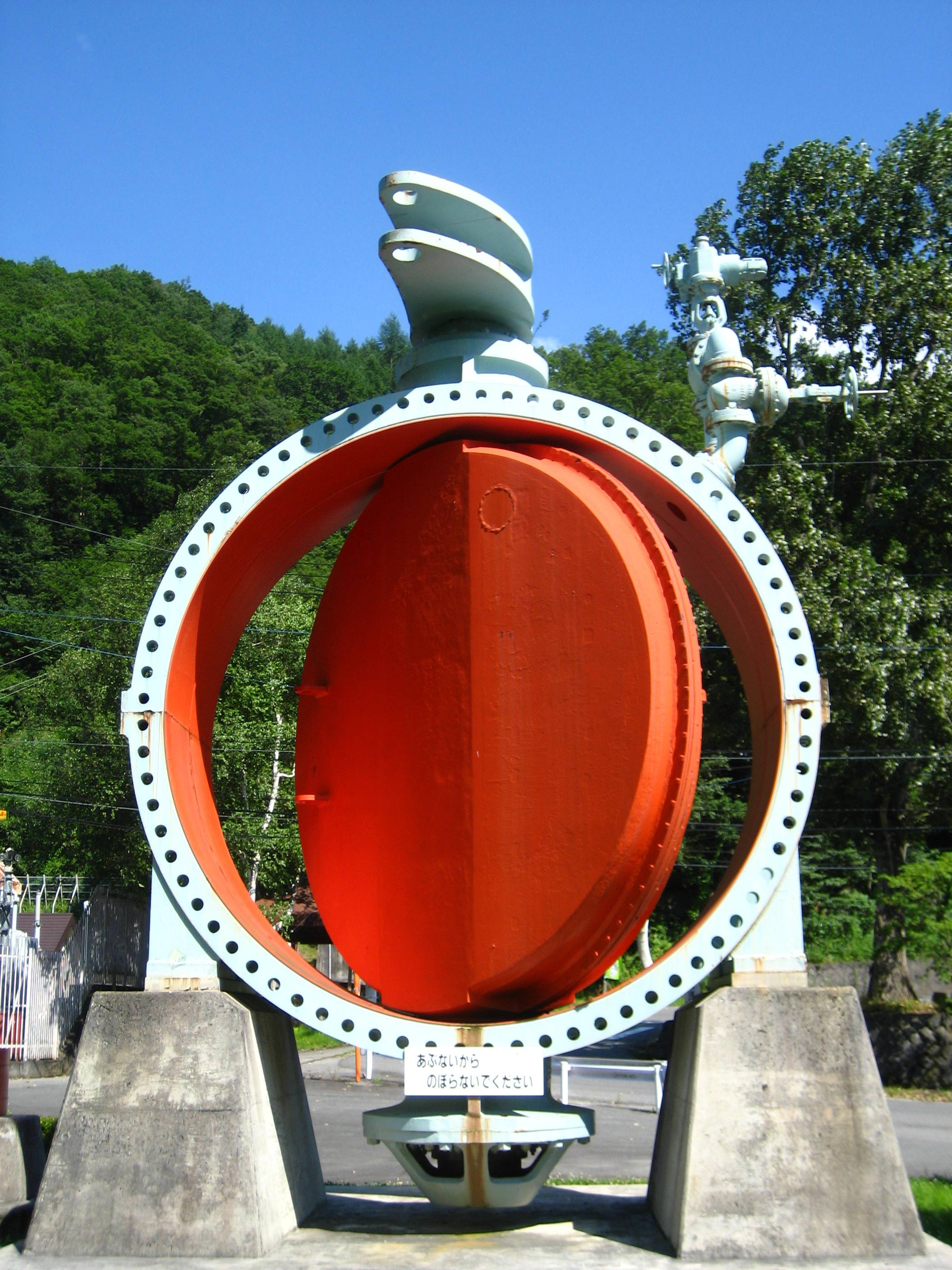
Дисковий затвор (заслінка)

Ди́сковий затво́р (заслі́нка) — тип трубопровідної арматури, у якій замикальний чи регулювальний елемент має форму диска, що повертається навколо осі, яка розташована перпендикулярно чи під кутом до напрямку потоку робочого середовища. Також ці пристрої ще називають поворотними затворами, герметичними клапанами, гермоклапанами. Дисковий затвор може бути використаний для регулювання потоку рідини, газу або сипучих матеріалів.
Найчастіше така арматура застосовується при великих діаметрах трубопроводів, малих тисках робочого середовища і знижених вимогах до герметичності робочого органу, в основному як запірна арматура.

## Принцип роботи
У затворі дисковий замикальний елемент пов'язаний з валом, кінець якого виведено назовні і з яким сполучено вал двигуна приводу, що керує положенням диска. Коли затвор закритий, диск повністю зупиняє потік рідини. Якщо затвор повністю відкритий диск розміщається паралельно до напрямку потоку. У цьому положенні він також спричиняє падіння тиску, тому що частину перетину труби, на відміну від засувки, все ж перекриває диск. Заслінка може також працювати в частково відкритому положенні.
Через деяку схожість форми затвора з метеликом, в англомовній літературі дискові затвори отримали назву «butterfly valve» (англ. butterfly — метелик).